# Institut de recherche géologique des Black Hills
L'Institut de recherche géologique des Black Hills est une corporation spécialisé dans l'excavation et la préparation de fossiles, ainsi que dans la vente de fossiles originaux ou de répliques aux musées. Il a été fondé à Hill City, dans le Dakota du Sud, en 1979.
L'institut est notamment connu pour avoir sorti de terre certains des spécimens de Tyrannosaurus rex les plus complets, parmi lesquels les célèbres « Sue », « Stan » et « Trix ».
En 1992, les restes de « Sue » sont saisis à l'institut par le Federal Bureau of Investigation et vendu aux enchères cinq ans plus tard au musée Field de Chicago, dans l'Illinois pour 8 millions de dollars, le prix le plus élevé pour un fossile. La saisie du fossile faisait suite à des accusations portées contre l'institut  pour avoir « volé un bien de la nation dans un parc national. »